# Gerichtsbezirk Allentsteig
Der Gerichtsbezirk Allentsteig war ein dem Bezirksgericht Allentsteig unterstehender Gerichtsbezirk im politischen Bezirk Zwettl (Bundesland Niederösterreich). Per  1. Jänner 1992 wurde das Bezirksgericht aufgelöst und das Gebiet des Gerichtsbezirkes Allentsteig dem Gerichtsbezirke Zwettl zugeschlagen.

## Geschichte
Der Gerichtsbezirk Allentsteig wurde gemeinsam mit den übrigen Gerichtsbezirke in Niederösterreich durch ein Dekret des niederösterreichischen Landeschefs vom 7. Juli 1849 geschaffen. Der Gerichtsbezirk umfasste zunächst die 22 Gemeinden Allentsteig, Altpölla, Bernschlag, Breitenfeld, Döllersheim, Edelbach, Exenbach, Felsenberg, Franzen, Göpfritz an der Wild, Großhaselbach, Großpoppen, Heinreichs, Kirchberg an der Wild, Merkenbrechts, Neupölla, Niederplöttbach, Scheideldorf, Schlagles, Schwarzenau, Stögersbach und Thaua. In den 1920er Jahren entstanden im Gerichtsbezirk sechs weiteren Gemeinden. So wurden 1920 von der Gemeinde Alt-Pölla die Gemeinden Ramsau, Loibenreith und Tiefenbach und von der Gemeinde Kirchberg an der Wild die Gemeinde Schönfeld abgespalten, 1922 folgte die Schaffung der Gemeinde Weinpolz durch Abtrennung von Scheideldorf, 1925 die Schaffung der Gemeinde Hausbach durch Abtrennung von Schwarzenau. Die Gemeinde Thaures war hingegen bereits vor 1910 neu geschaffen worden.

## Gerichtssprengel
Der Gerichtssprengel umfasste vor der Auflösung des Gerichtsbezirks die fünf Gemeinden Allentsteig, Echsenbach, Göpfritz an der Wild, Pölla und Schwarzenau.